# Aeropuerto Internacional de Clark
El Aeropuerto Internacional de Clark (en tagalo: Paliparang Pandaigdig ng Clark; en pampango: Pangyatung Sulapawan ning Clark, antes conocido como Aeropuerto Internacional Diosdado Macapagal)  (IATA: CRK, ICAO: RPLC) es un aeropuerto que constituye una puerta de entrada internacional a Filipinas dentro de la Zona del Puerto libre de Clark , ubicada 43.2 millas náuticas (80,0 km; 49,7 millas) al noroeste de Manila. El aeropuerto está situado a lo largo de la frontera entre las ciudades de Ángeles y Mabalacat en la provincia de Pampanga y es accesible a través de la vía expresa Subic -Clark - Tarlac, que está conectada con el norte de la isla de Luzón.
Clark sirve la vecindad general del centro y norte de Luzón. El nombre se deriva de la antigua Base Aérea estadounidense Clark que fue la mayor base de ultramar de la Fuerza Aérea de los Estados Unidos hasta que fue cerrada en 1991 y entregada al Gobierno de Filipinas .
El aeropuerto es administrado y operado por la Corporación del Aeropuerto Internacional de Clark (CIAC), una empresa de propiedad estatal ; y la parte meridional de la instalación es utilizada por la Fuerza Aérea de Filipinas como la Base Aérea Clark.

## Aerolíneas y destinos
| Ciudades por países    | Nombre del aeropuerto                    | Aerolíneas              | Aeronaves | Frecuencias semanales |      |
| Asia                   | Asia                                     | Asia                    | Asia      | Asia                  | Asia |
| ---------------------- | ---------------------------------------- | ----------------------- | --------- | --------------------- | ---- |
| Catar                  |                                          |                         |           |                       |      |
| Doha                   | Aeropuerto Internacional Hamad           | Qatar Airways           |           |                       |      |
| Corea del Sur          |                                          |                         |           |                       |      |
| Seúl                   | Aeropuerto Internacional de Incheon      | Asiana Airlines Jin Air | B7x7      |                       |      |
| Emiratos Árabes Unidos |                                          |                         |           |                       |      |
| Dubái                  | Aeropuerto Internacional de Dubái        | Emirates                |           |                       |      |
| Filipinas              |                                          |                         |           |                       |      |
| Cebú                   | Aeropuerto Internacional de Mactán-Cebú  | Cebu Pacific            |           |                       |      |
| Hong Kong              |                                          |                         |           |                       |      |
| Hong Kong              | Aeropuerto Internacional de Hong Kong    | Cebu Pacific Dragonair  |           |                       |      |
| Macao                  |                                          |                         |           |                       |      |
| Macao                  | Aeropuerto Internacional de Macao        | Cebu Pacific            |           |                       |      |
| Malasia                |                                          |                         |           |                       |      |
| Kuala Lumpur           | Aeropuerto Internacional de Kuala Lumpur | AirAsia                 | A3xx      |                       |      |
| Singapur               |                                          |                         |           |                       |      |
| Singapur               | Aeropuerto Internacional de Singapur     | Cebu Pacific Tigerair   |           |                       |      |

## Estadísticas
Ver fuente y consulta Wikidata.